# Piper matthewsii
Piper matthewsii är en pepparväxtart som beskrevs av C. Dc.. Piper matthewsii ingår i släktet Piper och familjen pepparväxter. Inga underarter finns listade i Catalogue of Life.